# Yelena Biserova
Yelena Viktorovna Biserova (en russe : Елена Викторовна Бисерова), née le 24 mars 1962, est une athlète russe, spécialiste du 100 mètres haies.

## Biographie
Concourant sous les couleurs de l'URSS, elle se classe deuxième du 100 m haies lors des universiades d'été de 1983 et termine sixième des championnats du monde de 1983.
Son record personnel sur 100 m haies est de 12 s 66 (1984).